# Ábel Kiadó
Az Ábel Kiadó 2000-ben alakult Kolozsváron, tulajdonosa a Romániai Magyar Pedagógusok Szövetsége.
Elsősorban tankönyveket, egyetemi jegyzeteket, tanári kézikönyveket és egyéb az oktatásban használatos segédkönyveket ad ki diákoknak, tanítóknak, tanároknak és szülőknek, jelentős szerepel vállalva ezzel a romániai magyar anyanyelvű oktatásban.
Az eddig kiadott könyvek a következő kategóriákba sorolhatók:
| - biológia, egészségtan - ének-zene - filozófia - fizika - földrajz - idegen nyelvek - informatika - kémia | - kézimunka - közgazdaságtan - kriminológia - magyar nyelv és irodalom - matematika - műszaki rajz - műszaki tudományok - néprajz | - nyelv és kommunikáció - pedagógia, módszertan - román nyelv és irodalom - sporttörténet - szociológia, szociográfia - testnevelés - történelem - vallás |